# Cordelia Candelaria
Cordelia Chávez Candelaria (nacida el 14 de septiembre de 1943) es una educadora y escritora estadounidense de ascendencia hispana.
Hija de Ray J. Chávez y Eloida Trujillo, nació en Deming, Nuevo México, y estudió inglés y francés en Fort Lewis College. Luego recibió una maestría en inglés y un doctorado en literatura estadounidense y lingüística estructural de la Universidad de Notre Dame. De 1975 a 1978, Candelaria fue profesora asociada de inglés y literatura chicana en la Universidad Estatal de Idaho. Fue directora de programa de la División de Investigación en el National Endowment for the Humanities de 1976 a 1977. De 1978 a 1991, fue profesora asociada de inglés y jefa del Programa de Estudios Chicanos en la Universidad de Colorado en Boulder. También fue directora fundadora del Centro para el Estudio de Etnicidad y Raza en América allí. En 1991, se convirtió en profesora de literatura estadounidense y asociada de investigación en el Centro de Investigación Hispana de la Universidad Estatal de Arizona. De 2001 a 2005, fue presidenta del Departamento de Estudios Chicanos. En 2008, fue nombrada decana de la Dedman College of Humanities and Sciences de la Universidad Metodista del Sur; renunció al cargo de decana en mayo del año siguiente «por razones personales».
En 1984, publicó su primera colección de poesía Ojo de la Cueva. Fue editora ejecutiva de la Encyclopedia of Latino Popular Culture. También ha publicado críticas literarias en varias revistas literarias.
En 1961, se casó con José Fidel Candelaria. Más tarde se casó con Ronald Beveridge.
Recibió el Premio Thomas Jefferson en 1983, el Premio de la Facultad de Equidad y Excelencia de la Universidad de Colorado en 1989 y un premio de Estudio de replicación de educación superior de 15 años en 1991 del Comité Nacional de Patrocinio en Boulder. En 2005, recibió el Premio Cultural Latino/Sobresaliente en Artes Literarias o Publicaciones.
Candelaria fue coeditora de guiones y consultora para la película de 1982 The Ballad of Gregorio Cortez. Fue consultora de guiones para The Milagro Beanfield War.

## Obras
- Chicano Poetry: A Critical Introduction (1986)
- Seeking the Perfect Game: Baseball in American literature (1989)
- Arroyo to the Heart, poetry (1993)